# Grong Grong (Grong Grong)
Grong Grong is een bestuurslaag in het regentschap Pidie van de provincie Atjeh, Indonesië. Grong Grong telt 734 inwoners (volkstelling 2010).